# Emily Arnesen
Emily Arnesen (født 14. juni 1867 i Kristiania, død 13. august 1928 sammesteds) var en norsk zoolog.
Emily Arnesen blev student 1889. Med stipendier fra universtetet foretog hun bundskrabninger langs den norske kyst og skrev på grundlag af selvstændige undersøgelser flere afhandlinger herom. Efter to års stipendieophold i Zürich tog hun 1903 doktorgraden der med en afhandlinger Ueber den feineren Bau der Blutgefässe der Rhynchobdelliden mit besonderer Berücksichtigung des Rückengefässes und der Klappen (1904). Efter derpå at have arbejdet en tid ved det zoologiske museum i Amsterdam, blev hun 1905 ansat som konservator ved Kristiania Universitets zoologiske museum, og har senere fortsat sine undersøgelser over Norges havfauna. Hun har også skrevet en Lærebog i Zoologi for Gymnasiet (1902). Emily Arnesen tog 1926 på grund af sygelighed sin afsked som konservator ved universitetet i Oslo.